# Santa María Michimaltongo
Santa María Michimaltongo är en ort i Mexiko.   Den ligger i kommunen Tula de Allende och delstaten Hidalgo, i den sydöstra delen av landet, 80 km norr om huvudstaden Mexico City. Santa María Michimaltongo ligger 2 072 meter över havet och antalet invånare är 218.
Terrängen runt Santa María Michimaltongo är kuperad västerut, men österut är den platt. Runt Santa María Michimaltongo är det ganska tätbefolkat, med 185 invånare per kvadratkilometer. Närmaste större samhälle är Tula de Allende, 8,0 km sydost om Santa María Michimaltongo. I omgivningarna runt Santa María Michimaltongo växer huvudsakligen savannskog.